# Almok
Almok, de son vrai nom à l'état civil, Afi Edem Komla, est une artiste musicienne togolaise qui mélange rythmes traditionnels, RnB et afropop. Elle se fait connaître du public dans les années 2011 avec le titre Mariage, issu de son premier album dénommé Mon idéal sorti en 2012. Après une pause de deux années dans sa carrière pour se consacrer à son foyer, elle dénonce les difficultés d'être mère dans l'industrie musicale.

## Biographie

### Enfance et éducation
Almok est l'acronyme de son nom de famille Komla, Elle naît à Témédja au centre du Togo à la fin des années 1980 ou au début des années 1990. Né des parents  togolais, elle est fille unique,,.
Almok est issue d'une famille de musiciens. Sa mère est cantatrice à l'église. Enfant, Almok chante, elle aussi, dans les groupes musicaux de son église. En 2007, elle crée ainsi avec ses amis un quartet de chant choral, les Angelsvoice.
Dans une interview, elle explique qu'elle n'a « pas eu la chance de faire de grandes études », favorisant sa carrière musicale,.

### Carrière
En 2011, Almok se fait connaître du public togolais, après avoir été choriste de studio entre 2008 et 2009,. Elle choisit comme nom d'artiste son nom de famille, lu à l'envers.
En 2012, sort son premier album Mon Idéal, qui compte treize titres. Elle est consacrée artiste féminine de l’année et personnalité de l’année au Togo,.
Entre 2013 et 2015, elle est récompensée grâce aux tubes Nononini, Takouvi et Jiguèguè.
En 2017, elle essaie à l’afrobeat avec Etoukpé et Lébénè en collaboration avec DJ Arafat. Elle se produit également au Zénith de Paris.
Après son mariage en 2017, elle décide de rompre son contrat avec son ancienne maison de production Tam Akim Toutou et de faire une pause de deux années afin de se consacrer à son foyer et la naissance de ses enfants.
En janvier 2020, elle remporte le trophée du tube de l'année 2019 à The Heroes 228 pour sa chanson Mawu Bé Sekreter,. Elle sort ensuite Saka Saka, une chanson sur la jalousie.
En avril 2022, Almok annonce sur les réseaux sociaux la sortie prochaine de son nouveau titre, intitulé Akpé, qui, conformément au style musical adopté par Almok depuis son retour, mélange rythmes traditionnels et afropop moderne.
Au début de l'été 2023, Almok sort un nouveau titre, intitulé C’est le moment, dont le clip sera vu plus de six-cent-mille fois en une semaine. Il fait partie de l'album nommé Amazone, fruit de cinq années de travail et qui contient onze autres titres dont Mawu be Sekrétèr, Akpé et Saka Saka. La sortie de l'album avait été annoncée en décembre 2022 lors d'un concert à l'hôtel 2 Février de Lomé.

### Engagement et prises de position
Elle est l’ambassadrice de diverses ONG. En 2014, elle devient l'égérie de l’ONG Plan Togo pour le programme « Parce que je suis une fille », consacré à l’éducation des petites filles. 20 % de la vente de son premier album sont reversés au programme,,. Début 2021, avec l'artiste togolais Erythier, Almok s’engage pour l’initiative « L’Afrique remercie Mercy Ships ». Il s'agit de soutenir l'ONG humanitaire ayant pour but d'améliorer l'accès aux soins de santé dans les pays d'Afrique, à travers la réalisation d'un clip dans lequel les deux artistes chantent ensemble.
En avril 2022, lorsque Almok annonce sur les réseaux sociaux la sortie prochaine de son nouveau titre, elle évoque également le « boycott sexiste auquel elle fait face dans le milieu de la musique depuis qu’elle est mariée et est devenue maman », ainsi que l'écrit un journaliste de RFI.
En 2023, elle lance sa fondation « Semons de l’espoir » consacrée à l'éducation,. Elle se définit comme croyante et pratiquante et crée dans cette optique une fondation appelée les Sermons de l'espoir.

### Vie privée
Almok est mariée à Nicolas Yao Tossa depuis 2017. Ce dernier est devenu son manager. Ils ont aussi créé ensemble Nononini, une chaîne de restaurants, qui ferme quelques années plus tard. Le couple a trois enfants, dont le premier est né en 2018 et le dernier en mars 2023. La chanteuse décide de faire une pause dans sa carrière pour se consacrer à son mariage et la naissance de ses enfants, ce qui lui vaut des critiques,,,.

## Prix et distinctions
- 2020 : Trophée du Tube de l’Année 2019 à The Heroes 228 pour sa chanson Mawu Bé Sekreter[12]
- 2012 : Personnalité de l’année au Togo ainsi qu'Artiste féminin de l’année aux éditions All music awards dont la cérémonie s'est tenue le 21 décembre 2012 au Palais des Congrès de Lomé [4],[6]

## Collaborations ou Featuring
- 2015 : Avec Sèssimè, une artiste béninoise, pour la chanson Yayayé[20];
- 2017 : Avec DJ Arafat, un artiste ivoirien, pour le clip de la chanson Lébénè (prends en soin, en français)[7].